# Smurfensoep
Smurfensoep is het tiende stripalbum uit de reeks De Smurfen. Naast het titelverhaal bevat het album ook Smurfenissen, dat bestaat uit grapjes van één of twee pagina's lang. Het album verscheen voor het eerst in 1976 bij uitgeverij Dupuis. In 2011 verscheen een vernieuwde versie bij Standaard Uitgeverij, met nieuwe belettering en een opnieuw ingekleurde kaft met nieuw logo.
Het initiële idee van de reus kwam van Marc Wasterlain, die ook samen met François Walthéry een deel van het verhaal tekende vanwege Peyo's gebrek aan tijd.

## De verhalen

### Smurfensoep
De eeuwig hongerige reus Bolle Gijs klopt aan bij Gargamel en zegt dat hij wil eten. Gargamel stelt voor om Smurfensoep voor de reus te maken, maar daarvoor moet Bolle Gijs wel eerst zelf de Smurfen zien te vangen. Bolle Gijs vindt toevallig het Smurfendorp, waar Grote Smurf hem de Smurfensoep belooft. De Smurfen maken een soep, maar springen zelf tijdig uit de ketel. Daarna giet Grote Smurf een tovermiddel in de soep, waardoor Bolle Gijs in een blauw monster verandert.
De Smurfen zeggen dat Gargamel dat had moeten weten, waarop de kwade Bolle Gijs van Gargamel eist dat die hem weer normaal maakt. Uiteindelijk is het Grote Smurf die met de oplossing komt: een salsaparillablaadje.

### Smurfenissen
Tussen de fratsen van de Smurfen door, verschijnt de Smurfin opnieuw in het dorp. Ze wil trouwen met een van de Smurfen en zet daarmee het hele dorp op stelten. Na alle pogingen van de Smurfen komt de Smurfin op haar besluit terug: ze voelt zich bij nader inzien te jong om te trouwen. Hierop verlaat ze het dorp weer.